# Przyziemienie

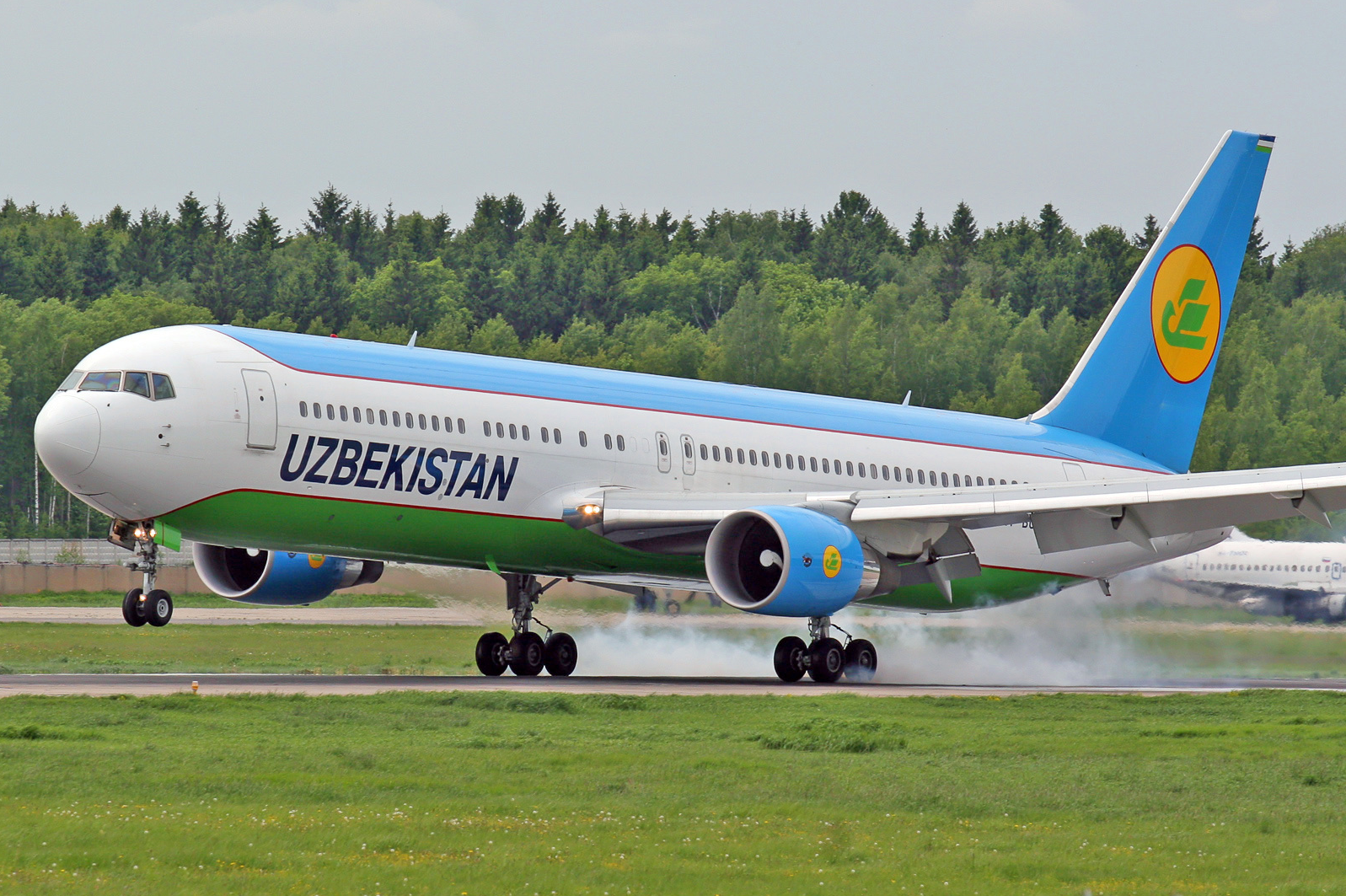
Moment przyziemienia Boeinga 767 Uzbekistan Airways

Przyziemienie – etap lądowania statku powietrznego polegający na dotknięciu kołami powierzchni pasa. Następuje po wytrzymaniu, czyli etapie lądowania, podczas którego statek powietrzny leci po torze poziomym ze stopniowo zmniejszającą się prędkością lotu wskutek zmniejszania ciągu zespołu napędowego czemu towarzyszy spadek siły nośnej i powolne (1 m/s) opadanie, a poprzedzający dobieg, mierzony od punktu dotknięcia powierzchni lądowiska kołami podwozia.